# Johann Christoph Olearius
Johann Christoph Olearius, född den 17 september 1668 i Halle, död den 31 mars 1747, var en tysk luthersk teolog och präst. Han var son till Johann Gottfried Olearius och bror till Johann Gottlieb Olearius. 
Olearius, som liksom fadern var superintendent i Arnstadt, var en framstående hymnolog och numismatiker.